# USS 애더
USS 애더 (SS-3)(USS Adder (SS-3))는 미 해군의 초기 잠수함으로, 플런저급 잠수함의 하나이다. 후에 A-2로 함명이 바뀌었다.